# Aborto en Nuevo León
La Interrupción Legal del Embarazo en Nuevo León (ILE) refiere al estatus legal que tiene en ese estado mexicano, donde el aborto inducido está despenalizado de facto, desde septiembre de 2021 y 2023 por las acciones de inconstitucionalidad AI 148/2017, AI 106/2018, AI 107/2018 y AI 54/2018; y el amparo en revisión AR 267/2023 de la Suprema Corte de Justicia de la Nación (SCJN), a petición de cualquier mujer o persona gestante en la entidad sin especificar claramente el límite máximo del embarazo; además de las causales de violación, peligro de muerte y daño a la salud. 
Nuevo León es una de las entidades federativas de México que todavía no armoniza su legislación local. Su Código Penal aún mantiene restricciones totales al aborto electivo. Su Ley General de Salud tampoco contempla ninguna disposición que regule estos servicios. Su Constitución establece un candado inconstitucional a la vida en gestación.

## Marco normativo actual
|  |  |
|  |  |

### Regulación penal[5]
| Artículo | Concepto                                                         | Descripción |
| -------- | ---------------------------------------------------------------- | --- |
| 327      | Definición                                                       | La muerte del producto desde la concepción, en cualquier momento de la preñez. |
| 328      | Sanciones por aborto consentido                                  | 6 meses a un año de prisión a la madre que voluntariamente procure su aborto o consienta en que otros la hagan abortar.                                                                   |
| 329      | Sanciones por asistir en un aborto                               | 1 a 3 años de prisión si el aborto fuera con el consentimiento de ella. Al faltar su consentimiento, la pena es de 3 a 6 años; al usar violencia física o moral, se agrava de 4 a 9 años. |
| 330      | Sanciones por asistir en un aborto y ser profesional de la salud | Además de las sanciones correspondientes al artículo 329, suspensión del ejercicio de su profesión de 2 a 5 años.                                                                         |
| 331      | Causales del aborto legal                                        | Peligro de muerte o grave daño a la salud de acuerdo con el juicio del médico que la asista y confirmado por otro médico. Producto como consecuencia de una violación.                    |

## Controversias legales

### Protección a la vida desde la concepción en la Constitución Política
El 11 de marzo de 2019, diputados de la LXXV Legislatura estatal realizaron una reforma al artículo 1 de la Constitución Política de Nuevo León, declarando:
El Estado reconoce, protege y tutela, el derecho a la vida que todo ser humano tiene. "Desde el momento de la concepción entra bajo la protección de la Ley y se le reputa como nacido para todos los efectos legales correspondientes, hasta su muerte natural", sin perjuicio de las excluyentes de responsabilidad previstas en el Código Penal para el Estado de Nuevo León.
El 26 de mayo de 2022, el Tribunal en Pleno de la Suprema Corte de Justicia de la Nación declaró la sección entrecomillada como inválida, al resolver la Acción de Inconstitucionalidad 41/2019 y 42/2019.

### Pin Parental
El 22 de enero del 2020, el diputado Juan Carlos Leal (independiente) presentó una iniciativa de reforma a la Ley de Educación llamada "Pin Parental", con la que haría obligatorio que instituciones educativas informen previamente a padres o tutores de menores de edad sobre las clases de educación sexual, reproductiva o de género, y que sean los padres quienes decidan de si sus hijos asistirán a estas clases. En mayo del mismo año, el Congreso de Nuevo León desechó la reforma debido a que no alcanzó los votos necesarios para su aprobación.

### Ley de Educación
El 24 de junio de 2020, se realizó una reforma al artículo 7 de la Ley de Educación de Nuevo León impulsada por el diputado Juan Carlos Leal Segovia para incluir una nueva fracción:
XII.- Desarrollar actitudes solidarias en los individuos para crear conciencia sobre el respeto a la vida, desde la concepción hasta la muerte natural y la integridad física y psicológica de todas las personas, así como sobre su formación para la vida adulta, incluyendo la planeación familiar, la paternidad y maternidad responsable, sin menoscabo de la libertad y del respeto absoluto a la dignidad humana;
El 22 de agosto de 2024, la Suprema Corte de Justicia de la Nación invalidó dicha fracción, debido a que viola la educación laica, la libertad de conciencia y creencias religiosas.

## Iniciativas de despenalización
En noviembre del 2021, una ciudadana de Nuevo León ganó un amparo para abortar, siendo así el primero en el país en obtenerse tras la jurisprudencia de la SCJN. La activista expuso que dicho amparo es la continuación de la lucha por la despenalización del aborto.
Dentro del Congreso de Nuevo León, se han impulsado reformas para asegurar el derecho a la interrupción legal del embarazo, sin éxito. En 2022, los colectivos Asamblea Feminista de Nuevo León y Colectivo Arkali presentaron una iniciativa para obligar la homologación del Código Penal y de la Ley Estatal de Salud para despenalizar el aborto.
Tras el vencimiento de esa iniciativa, la diputada del Partido Revolucionario Institucional (PRI) Jessica Martínez Martínez presentó el 22 de junio del 2023 una nueva iniciativa para despenalizar el aborto, modificando los artículos 327 y 238 del Código Penal. Dicha iniciativa fue enviada a la comisión de justicia y seguridad pública y permanece congelada.
La exigencia para consolidar este derecho es mayor pues en 2023, la SCJN realizó otra jurisprudencia para declarar inconstitucional la penalización de aborto, de manera que se deben modificar el Código Penal Federal para eliminar el delito de aborto y las instituciones federales de salud deben prestar el servicio.
El 27 de septiembre del 2024, el colectivo Morras Feministas Monterrey presentó una nueva iniciativa solicitando la modificación de la Constitución Política y el Código Penal para despenalizar el aborto.
El estado es líder en denuncias por acceder a la interrupción de embarazo, con 102 carpetas de investigación abiertas, mientras ocupa el tercer lugar en abortos realizados en 2023, con 141 casos. Las denuncias son realizadas por parejas, familiares, conocidos, y el personal médico, quienes usan la figura de objeción de conciencia para negarse a prestar el servicio. 

## Datos

### Estadísticas
Hasta la fecha y al igual que las otras entidades, a excepción de la CDMX, tanto la secretaría de salud como los servicios de salud del estado (SSNL) aún no pública, de manera accesible y constante, información sobre el número de procedimientos (totales, por año o por unidad de atención), sobre las usuarias o los usuarios (procedencia, edad, nivel educativo, estado civil, ocupación, número de hijos o semanas de gestación) o sobre el tipo de procedimiento.

### Unidades, procedimientos y requisitos
Hasta la fecha y al igual que las otras entidades, a excepción de la CDMX, tanto la secretaría de salud como los servicios de salud del estado (SSNL) aún no ha facilitado la información sobre procedimientos, requisitos o unidades de atención.
Según el Directorio de Servicios de Aborto Seguro, programa federal a cargo del Centro Nacional de Equidad de Género y Salud Reproductiva (CNEGSR), existen 6 unidades (hospitales o clínicas) pertenecientes al sistema de salud local para atender los casos, los cuales son:
- Hospital de Tierra y Libertad, ubicado en la colonia Francisco I. Madero de la ciudad de Monterrey.
- Hospital General de Galeana, ubicado en la colonia Centro de la ciudad de Galeana.
- Hospital Regional Materno Infantil, ubicado en la colonia San Rafael del municipio de Guadalupe.
- Hospital General de Montemorelos, ubicado en la colonia Comunidad La Parrita de la ciudad de Montemorelos.
- Unidad de Especialidades Médicas Pesquería, ubicado en la colonia Centro de la ciudad de Pesquería.
- Hospital Metropolitano "Dr. Bernardo Sepúlveda", ubicado en la colonia Floridos Bosques del Nogalar del municipio de San Nicolás de los Garza.

Y 3 unidades (hospitales o clínicas) del ISSSTE, los cuales son:
- Hospital Regional ISSSTE Monterrey, ubicado en la colonia Burocratas Federales de la ciudad de Monterrey.
- Clínica Médico Familiar Escobedo, ubicado en la colonia Fraccionamiento Paseo Real 2° Sector del municipio de General Escobedo.
- Clínica Médico Familiar Guadalupe "Col. De Maestros", ubicado en la colonia Hacienda San Sebastián del municipio de Guadalupe.

No se registra aún la instalación de otras clínicas privadas en las principales ciudades de la entidad.
Como indica la guía federal del Lineamiento Técnico para la atención del Aborto Seguro en México (siguiendo los estándares de la Organización Mundial de la Salud), en la actualidad, el legrado uterino instrumental se considera obsoleto, nocivo y está totalmente desaconsejado. En su lugar, los protocolos federales sugieren dos abordajes para interrumpir embarazos de manera segura y de calidad, siempre y cuando se realicen bajo las condiciones médicas correctas y en un contexto de legalidad:
- Aborto farmacológico, con el uso de mifepristona y misoprostol por diferentes vías (vestibular, vaginal o sublingual) ya sea combinado (ambas sustancias) o de manera individual (misoprostol únicamente). Ambos medicamentos provocan dilatación del cérvix y contracciones uterinas que contribuyen a la expulsión de su contenido. La dosis y vía de administración del tratamiento depende de las semanas de gestación o del antecedente de cirugías uterinas previas. Se considera no invasivo por lo que no necesita de un antibiótico profiláctico (previo a la intervención). En el régimen combinado (comparado con el individual) el tiempo para la resolución del aborto es menor (en horas o días) y suele haber menos molestias posteriores. Su éxito terapéutico podría disminuir conforme aumenta la edad gestacional. Antes de la semana 10, el procedimiento puede realizarse total o parcialmente autogestionado y con una asesoría o vigilancia mínima (ya sea por prestador/a de servicios de salud o por colectiva de acompañamiento). En cambio, entre la semana 10 y 12 se requiere mayor seguimiento y vigilancia por el personal especializado. Está contraindicado en presencia de inestabilidad hemodinámica y sepsis.
- Aborto quirúrgico, a través de la succión del producto con la ayuda de instrumentación médica de operación manual o eléctrica (como cánulas, tubos o bombas). Sí precisa de antibiótico profiláctico (previo a la intervención), así como de bloqueo paracervical y analgésicos. Las molestias posteriores serían mínimas y la resolución del aborto es inmediata. También es conocido como aspiración endouterina y es la primera elección cuando hay presencia de inestabilidad hemodinámica y sepsis.

Al tratarse de procedimientos médicos, se tiene la posibilidad de presentar pequeñas molestias que pueden controlarse satisfactoriamente si se toman las medidas preventivas y se sigue fielmente las recomendaciones del personal especializado. Estas pueden ser dolor cólico y sangrado transvaginal, ligeramente mayor a lo experimentado en una menstruación. La intensidad de lo anterior disminuirá de manera progresiva, aunque podría continuar en menor cantidad y de manera esporádica durante las primeras 4 a 6 semanas. También se puede experimentar algo de fiebre en las primeras 24 horas, la cual cederá con la ingesta de antipiréticos. Así mismo, para evitar el riesgo de infección, se deberán tomar medidas de higiene vaginal y no se recomienda tener relaciones sexuales en un periodo aproximado de dos semanas.
Igualmente, existe una pequeña posibilidad, y bastante infrecuente, de experimentar algunos riesgos. De esta manera, la o el paciente deberá buscar atención médica inmediata ante los siguientes datos de alarma: ausencia de sangrado o cantidad mínima de este (sobre todo entre las primeras 4 a 6 horas posteriores ya que puede indicar fallo en el procedimiento o un embarazo ectópico), un sangrado persistente y progresivo (que empape más de dos toallas higiénicas por hora durante dos horas consecutivas), secreción fétida, debilidad, mareo, reacciones alérgicas a algún medicamento (como exantemas o edemas faciales o bucales), así como fiebre o malestar general después de las primeras 24 horas.
En el primer trimestre, los procedimientos siempre deberían ser ambulatorios, por lo que pueden realizarse en cualquier unidad de primer nivel (centros de salud o clínicas familiares). En el segundo trimestre se requeriría de atención intrahospitalaria, por lo que pueden realizarse en cualquier unidad de segundo nivel (hospitales generales o regionales).
Así mismo, el Lineamiento Técnico para la atención del Aborto Seguro en México hace hincapié en dos leyes federales fundamentales: la NOM-046-SSA2-2005 y la Ley General de Víctimas (LGV). Estas dos últimas normatividades señalan que para acceder a la Interrupción Voluntaria del Embarazo (en caso de violación) no se necesita presentar denuncia previa ante el Ministerio Público o contar con la autorización de éste. Debido al principio de buena fe, el único requisito es una solicitud por escrito bajo protesta de decir la verdad, en la que se manifiesta que dicho embarazo es producto de una violación. El personal de los servicios de salud no está obligado a verificar el dicho de las y los solicitantes. Las personas menores de 12 años requieren autorización de madre, padre, tutor o representante legal. En cambio, las y los menores de edad, pero mayores de 12 años ya no necesitan de aquel permiso (pueden tomar la decisión de manera autónoma). Finalmente, ni la LGV ni la NOM-046-SSA2-2005 establecen límites gestacionales para hacer valer el derecho al aborto cuando existe una agresión sexual. La misma SCJN ha emitido sentencias que validan todo lo anterior (amparos en revisión AR-601/2017, AR-1170/2017, AR-438/2020 y AR-438/2020; controversias constitucionales CC 53/2016 y CC 45/2016).
Finalmente y posterior a la consejería, las y los pacientes tendrían que llenar y firmar formatos sobre el consentimiento informado pues representa el principal instrumento jurídico y ético para que la persona sea dueña efectiva de sus decisiones, como corresponde a su dignidad y autonomía. A través de este documento, las personas usuarias del servicio otorgarán o no su autorización para cada uno de los procedimientos (como la modalidad de abordaje o el método anticonceptivo posterior), las posibles alternativas o los probables riesgos. Así mismo, las y los pacientes tienen el derecho y facultad de poder revocarlo si así lo quieren. En caso de personas con discapacidad transitoria o permanente, el consentimiento informado debería ser suscrito por el familiar más cercano o el tutor / representante legal. En casos extremos, cuando no exista acompañante y la persona usuaria cuenta con una discapacidad, el personal médico (previa valoración y con el acuerdo de por lo menos dos profesionales) podrían otorgar el consentimiento informado.